# Cut Snake
Cut Snake je australský hraný film z roku 2014, který režíroval Tony Ayres. Film popisuje osudy manželského páru, jehož soužití je narušeno příchodem tajemného muže. Snímek měl světovou premiéru na Mezinárodním filmovém festivalu v Melbourne 9. srpna 2014.

## Děj
Příběh se odehrává v roce 1974. Merv žije se svou přítelkyní Paulou v Melbourne. Koupili spolu dům, Merv má novou práci. Jednoho dne se u nich objeví James, dávný Mervův přítel. Od té doby se Merv chová divně, jejich dům je vykraden a po Jamesovi se vyptává policie. Paula se dovídá, Merv strávil čtyři roky ve vězení, odkud se zná z Jamesem a tehdy byli milenci. Zatímco Merv po propuštění začal nový život, James po propuštění vyhledal Merva a chtěl by jejich vztah obnovit. 

## Obsazení
| Sullivan Stapleton | James |
| Alex Russell       | Merv  |
| Jessica De Gouw    | Paula |

## Ocenění
- Byron Bay Film Festival – nejlepší filmové drama
- AWGIE Award – nominace v kategorii nejlepší původní scénář (Blake Ayshford)
- AACTA International Awards – nominace v kategoriích nejlepší původní scénář (Blake Ayshford), nejlepší herec (Sullivan Stapleton), nejlepší výprava (Josephine Ford) a nejlepší kostýmy (Cappi Ireland)
- AFCA Award – nominace v kategorii nejlepší herec (Sullivan Stapleton)
- FCCA Awards – nominace v kategoriích nejlepší herec (Sullivan Stapleton), nejlepší výprava (Josephine Ford), nejlepší kamera (Simon Chapman), nejlepší scénář (Blake Ayshford) a nejlepší střih (Andy Canny)